# Kongsberg
Kongsbergⓘ (norwegisch für „Königsberg“) ist eine Stadt und Kommune in Buskerud, Norwegen. Auf 792 km² leben in der Kommune 29.011 Menschen (Stand: 1. Januar 2025). Die Stadt liegt an den Ufern des Numedalslågen und hat 23.569 Einwohner (Stand: 1. Januar 2024).

## Geschichte

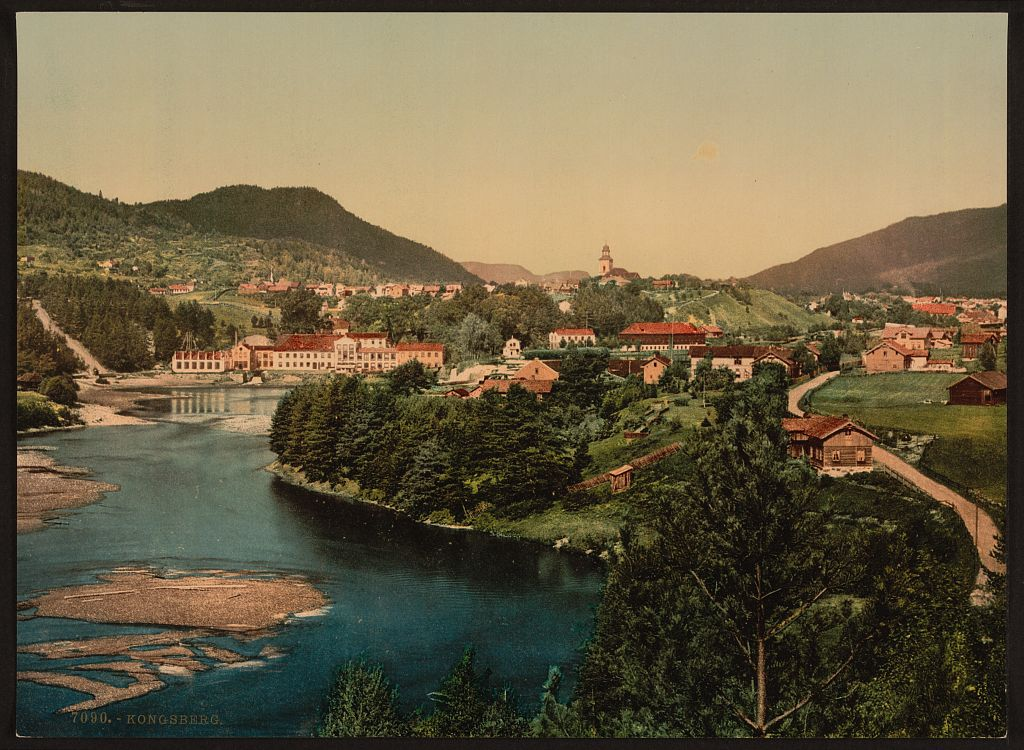
Ansicht von Kongsberg zwischen 1890 und 1900

Der Entdeckung der Silbervorkommen am Numedalslågen 1623 verdankt die Stadt ihre Entstehung. Am 2. Mai 1624 durch König Christian IV. gegründet, entwickelte sie sich schnell zur größten Bergbaustadt Norwegens.
Christian IV. ließ deutsche Bergleute aus den Silbergruben im Erzgebirge und Harz kommen, um die Vorkommen zu erschließen. Außerdem kamen deutsche Bergleute aus anderen norwegischen Gruben nach Kongsberg. Adolf Friedrich von Grabow aus Sachsen wurde zum ersten Berghauptmann ernannt. Die Gruben trugen deutsche Namen. Gottesdienste wurden zuerst auf Deutsch gehalten, erst später auch auf Dänisch. Die deutschen Bergleute trugen ihre eigene Bergmannstracht und waren in Form der deutschen Knappschaft organisiert. Gearbeitet wurde nach der deutschen Bergwerksordnung. Kongsberg glich in dieser Zeit einem kleinen Stück Deutschland in Norwegen.

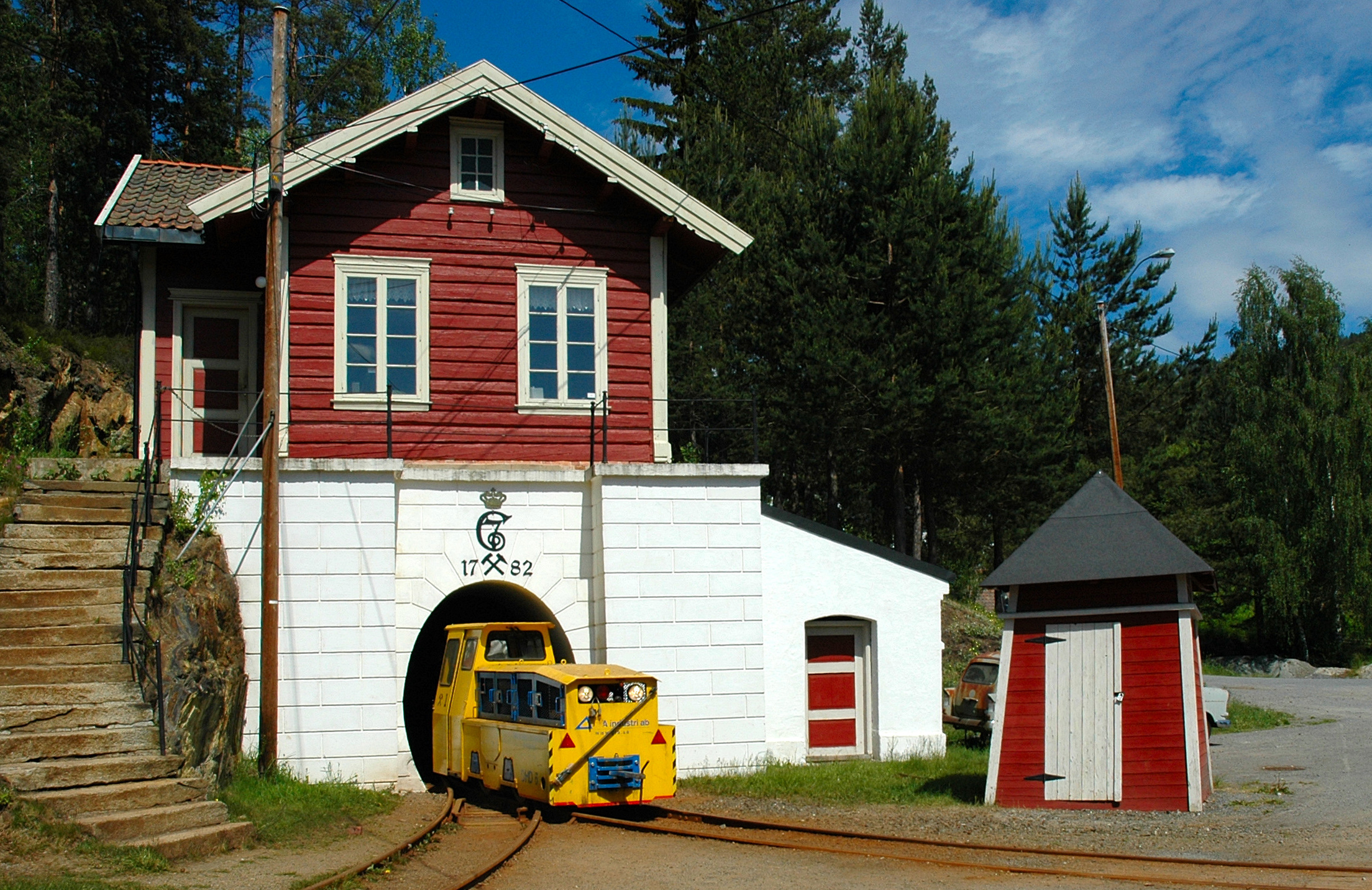
Eingang zur Königsgrube

Während der Blütezeit arbeiteten etwa 4200 Beschäftigte in den Kongsberger Silbergruben. 1686 wurde die Königliche Münze von Akershus nach Kongsberg verlegt. 1757 wurde ein Bergseminar gegründet, die erste technische Hochschule Norwegens.
Die Stadt erhielt 1802 das Marktrecht. Der Abbau in den alten Gruben wurde 1805 zunächst eingestellt. Nachdem neue Silbervorkommen entdeckt wurden, erfolgte 1816 wieder die Betriebsaufnahme. In den 1830er Jahren wurden aus den Einnahmen der Silbergruben etwa 10 Prozent des norwegischen Staatsbudgets finanziert. Bis zur endgültigen Einstellung des Silberbergbaus 1957 wurden insgesamt etwa 1350 Tonnen reines Silber produziert.
Am 13. Oktober 2021 wurden bei einem Anschlag in Kongsberg fünf Menschen getötet und drei weitere Personen verletzt.

## Wappen
Blasonierung: In Grün ein zweigesichtiger silberner Mann, in der rechten Hand ein goldenes Schwert hochhaltend und in der anderen eine goldene Waage haltend

## Wirtschaft

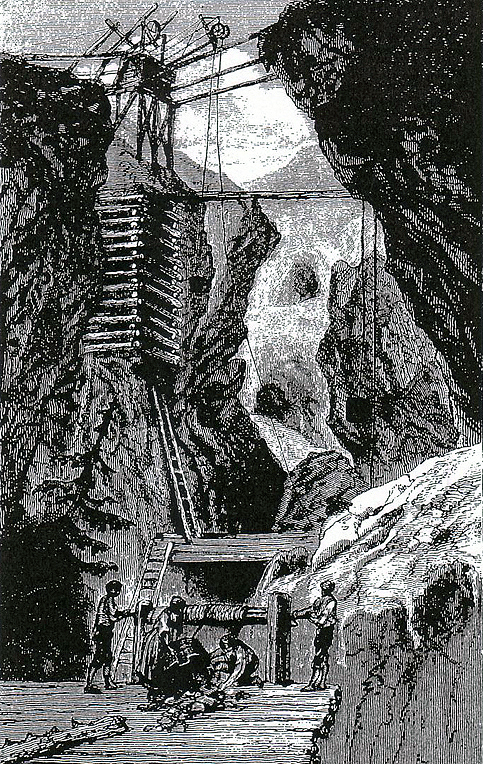
Silberbergbau in Kongsberg im 17. Jahrhundert

Als 1814 die staatliche Kongsberg Våpenfabrikk (KV) (deutsch: Kongsberg Waffenfabrik) gegründet wurde, erhielt die Stadt einen neuen Industrieschwerpunkt, der nicht nur den norwegischen Staat mit Waffen versorgte. Erst 1987 wurde die Waffenfabrik, die gegen die COCOM-Richtlinien zum Waffenexport verstoßen haben soll und vor dem Konkurs stand, aufgelöst. Sie wurde in mehrere kleinere Betriebe aufgesplittet und teilweise privatisiert. Aus ihr sind unter anderem die Kongsberg Gruppen (Kongsberg Defence & Aerospace og Kongsberg Maritime) und die Kongsberg Automotive Holding (FMC Technologies og Kongsberg Automotive) hervorgegangen. Dadurch ist Kongsberg heute zu einem Standort für Hochtechnologien geworden, an dem mehr als 6.000 Ingenieure und andere hochqualifizierte Spezialisten arbeiten. In ihren Betrieben werden unter anderem Technologien für die Raum- und Flugzeugindustrie, die Schifffahrt, für Kraftfahrzeuge sowie Offshore-Systeme für die Erdöl- und Erdgasförderung entwickelt und produziert. Die Stadt beherbergt weiterhin die staatliche Münzprägeanstalt Norwegens und eine Fachhochschule (Optik, Informatik, Ingenieur- und Politikwissenschaften) mit mehr als 800 Studenten.

## Kultur
Seit 1964 findet im Juli alljährlich das internationale Kongsberg Jazzfestival statt.

## Sport
Kongsberg ist die Heimat vieler bekannter norwegischer Skispringer und Snowboarder. Die Stadt ist ein bekannter Skiort mit einem Sessellift und mehreren Skiliften. Die Pisten haben einen Höhenunterschied von etwa 400 Meter. Es gibt insgesamt sieben in der Nacht beleuchtete Loipen. Die Stadt verfügt über eine 18-Loch-Golfanlage und ein Motorsportzentrum für Autocross, Motocross, Go-Kart und Speedway.

## Partnerstädte
- – Chitose, Japan
- – Espoo, Finnland
- – Gouda, Niederlande
- – Køge, Dänemark
- – Kristianstad, Schweden
- – Red Wing, Minnesota, Vereinigte Staaten
- – Skagafjörður, Island

## Sehenswürdigkeiten

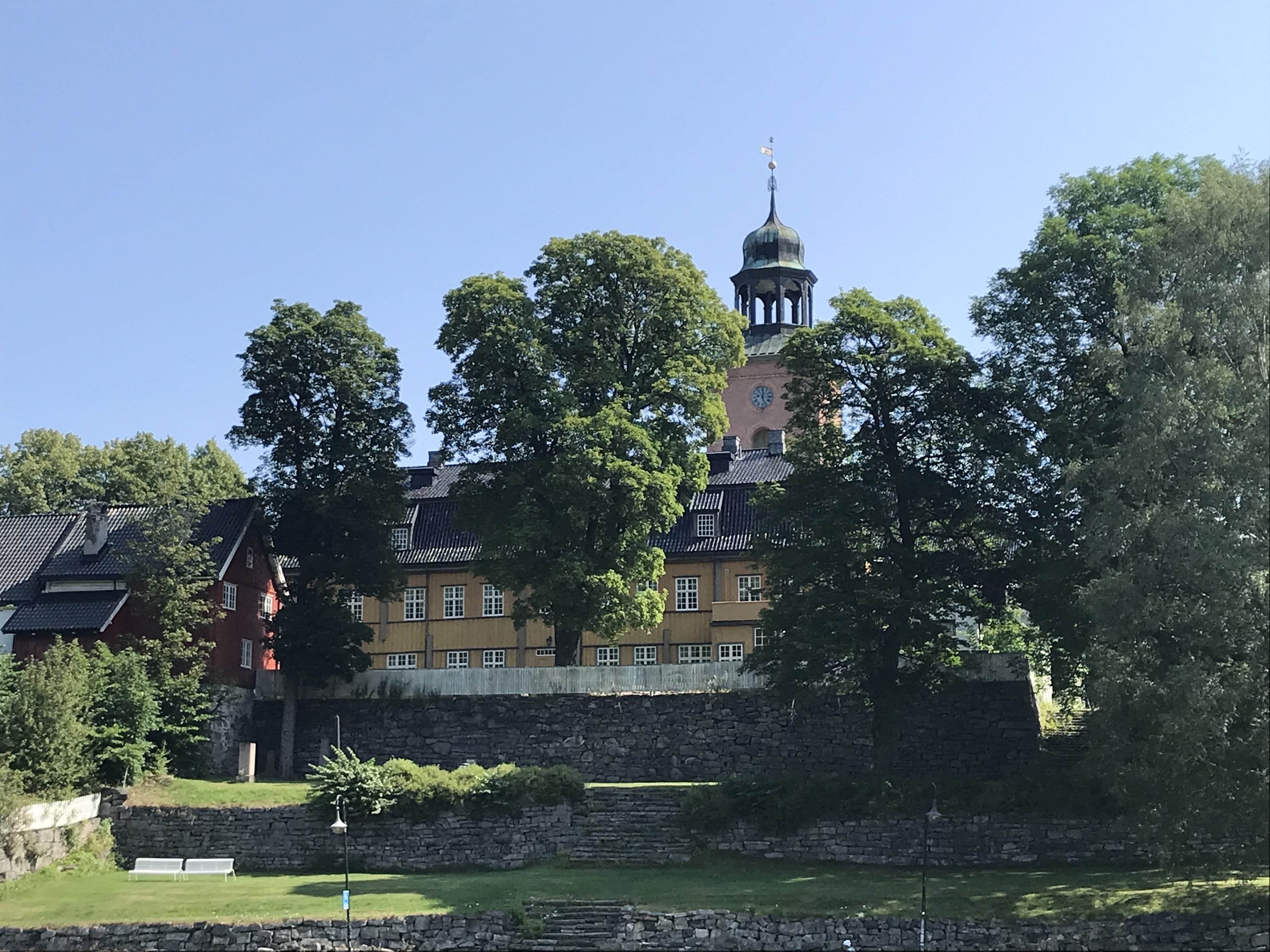
Kirche von Kongsberg

- Kongsberg Kirke von 1761, die größte und am besten erhaltene norwegische Barock-Kirche mit einer Gloger-Orgel von 1765
- Kongsberg Skimuseum, 1987 gegründet, mit zahlreichen Exponaten norwegischer Skispringer wie Birger Ruud, aber auch deutscher Athleten wie Helmut Recknagel
- Lågdalsmuseum, ein Freilichtmuseum mit Gebäuden und Einrichtungen aus der historischen Bergmannszeit
- Museum der Königlichen Münze mit den Münzprägungen aus Silber seit 1628 bis zur Gegenwart
- Norwegisches Bergwerksmuseum mit einer großen Sammlung von Funden aus den Silbergruben und Exponaten zur Geschichte des Silberbergbaus
- Silberbergwerk Kongsberg, Schaubergwerk mit unterirdischen Anlagen und einem begehbaren Bergwerk zum ehemaligen Bergbau in Kongsberg

## Persönlichkeiten
Bekannte in Kongsberg geborene Menschen sind unter anderem Morten Harket, Sänger der Band A-ha, der Komponist Christian Sinding sowie der Skispringer Sigurd Pettersen.